# 32184 Yamaura
32184 Yamaura este un asteroid din centura principală de asteroizi.

## Descriere
32184 Yamaura este un asteroid din centura principală de asteroizi. A fost descoperit pe 8 iulie 2000 la Bisei Spaceguard Center în cadrul programului BATTeRS. Asteroidul prezintă o orbită caracterizată de o semiaxă mare de 2,55 ua, o excentricitate de 0,20 și o înclinație de 12,1° în raport cu ecliptica.